# Курматура (Караш-Северин)
Курматура (рум. Curmătura) је насеље у општини Сикевица, округ Караш-Северен у Румунији. Налази се на надморској висини од 340 м.

## Становништво
Према подацима из 2002. године у насељу је живело 26 становника, од којих су сви румунске националности.